# Adecco
The Adecco Group es una compañía de recursos humanos con base en Zúrich, Suiza. El Grupo Adecco da trabajo a aproximadamente 700.000 trabajadores con contratos temporales y cuenta con más de 34.000 empleados propios (a jornada completa) y 5.200 oficinas en más de 60 países y territorios alrededor del mundo.
El Grupo Adecco es la empresa matriz de un gran número de marcas a nivel internacional, incluyendo Adecco, Modis, Spring Professional, Badenoch & Clark, Pontoon, General Assembly, Vettery, YOSS, Adia y Lee Hecht Harrison.
El Grupo Adecco ofrece una amplia variedad de servicios que incluyen personal temporal, colocación permanente, transición profesional, re-capacitación y desarrollo de talento, así como externalización y consultoría. Los mercados clave del Grupo Adecco son Francia, Norteamérica, Reino Unido e Irlanda, Japón, Alemania, Austria, Italia, Benelux, países nórdicos, Iberia, Australia, Nueva Zelanda, Suiza.
En España operan con las marcas del grupo: Adecco, Spring Professional, Lee Hecht Harrison y Modis.

## Historia
- 1996: Las compañías de recursos humanos Ecco (Francia) y Adia Interim (Suiza) se fusionaron para dar lugar a una compañía global con unos ingresos anuales de 5.400 millones de euros. La combinación de sus operaciones dio como resultado una red de 2.500 ramificaciones.
- 1999: Se crea la Fundación Adecco, en España, para ayudar a las personas que tienen más difícil el acceso al mercado laboral.
- 2000: El grupo Adecco adquiere Olsten Staffing, convirtiéndose en la primera compañía de recursos humanos de Estados Unidos. La fusión dio lugar a unos ingresos combinados de 17.000 millones de euros.
- 2006: El grupo Adecco adquiere la empresa alemana DIS AG.
- 2009: El grupo Adecco adquiere Spring Group.
- 2010: El grupo Adecco adquiere MPS Group por 1.300 millones de dólares estadounidenses, pero mantiene el nombre de la empresa.[6] El Grupo Adecco establece una joint venture en Shanghái con la empresa china de servicios de recursos humanos Fesco.
- 2011: FESCO Adecco inicia operaciones el 1 de enero en China. El Grupo Adecco anuncia la adquisición de Drake Beam Morin, Inc., con sede en EE. UU.[7]
- 2012: Adecco Group adquiere VSN Inc., un proveedor de servicios de personal profesional en Japón. Henri-Ferdinand Lavanchy, el fundador de Adia, fallece.
- 2014: Adecco Group adquiere OnForce para expandir su oferta de servicios Beeline, creando una solución integrada única para la gestión de la fuerza de trabajo temporal. The Jacobs Group vende la gran mayoría de su participación del 18% en el Grupo Adecco.
- 2015: el 11 de marzo, el Grupo Adecco adquiere Knightsbridge Human Capital Solutions, un líder del mercado en Canadá en transición de carrera, desarrollo de talento y liderazgo y servicios de reclutamiento. El 1 de septiembre, Alain Dehaze asume el cargo de director ejecutivo de The Adecco Group de Patrick De Maeseneire. El Grupo Adecco anuncia una nueva composición del Comité Ejecutivo.
- 2016: el 10 de mayo, el Grupo Adecco cierra la adquisición de Penna Consulting Plc, una compañía del Reino Unido que ofrece servicios de transición profesional y desarrollo de talento, así como soluciones de reclutamiento. La adquisición complementa las actividades de Lee Hecht Harrison.
- 2018: El Grupo Adecco adquiere General Assembly[8] y Vettery.[9]

## Datos corporativos
- Ingresos (2016): 22.700 de millones de euros
- Empleados: más de 33.000 a jornada completa (diciembre de 2016)